# Sclerolobium macropetalum
Sclerolobium macropetalum är en ärtväxtart som beskrevs av Adolpho Ducke. Sclerolobium macropetalum ingår i släktet Sclerolobium och familjen ärtväxter. Inga underarter finns listade i Catalogue of Life.